# الحجفه (إب)
الحجفه هي إحدى قرى الجمهورية اليمنية. وهي تتبع جغرافيًا لمحافظة إب. وإداريًا لمديرية إب. يبلغ تعداد سكانها 992 نسمة حسب الإحصاء الذي جرى عام 2004.